# Sousafon

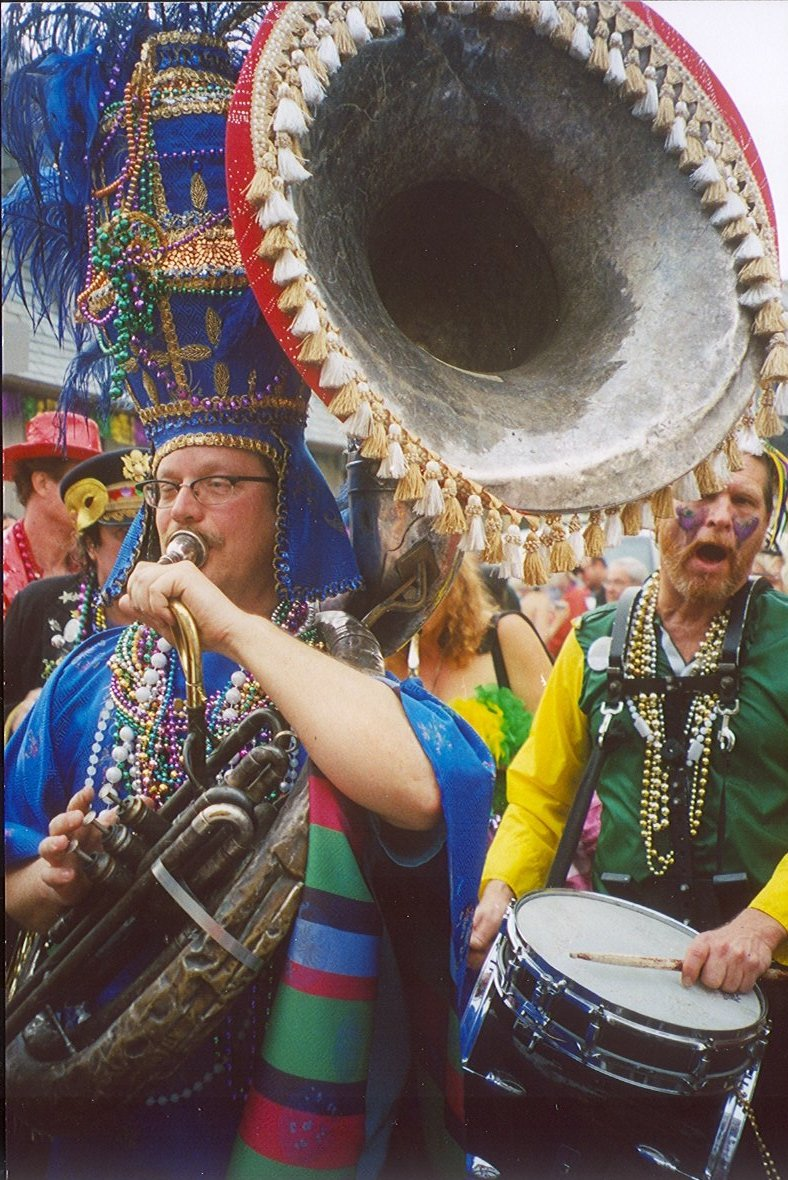
Vid en parad på Mardi Gras i New Orleans (2005) spelar denne man på en sousafon

Sousafon är ett basbleckblåsinstrument, liknande helikon men med framåtvänt klockstycke. Instrumentets utformning beror på att det är tillverkat för att kunna spelas i en marscherande orkester. Instrumentet har fått sitt namn efter den berömde kompositören och dirigenten John Philip Sousa. Sousafonen är stämd som bastuban; den kan vara stämd i E♭, B♭, F eller C. Sousafoner har, som andra bleckblåsinstrument, i normalfall tre ventiler; instrument med fyra ventiler är dock relativt vanligt förekommande (utom för Ess-sousafoner).
| I denna artikel     |
| används tonnamnen   |
| B♭ och H.           |
| Se olika skrivsätt. |